# Alphabet phonétique ouralien
Pour les articles homonymes, voir APO.
L'alphabet phonétique ouralien ou ouralique (APO), aussi appelé alphabet phonétique finno-ougrien (en finnois : suomalais-ugrilainen tarkekirjoitus, SUT), est un système de transcription phonétique, fondé sur l’écriture latine, utilisé principalement pour la transcription et la reconstruction de langues ouraliennes. Il est d’abord utilisé sous différentes variantes dans le Journal de la Société finno-ougrienne, empruntant certains symboles à la transcription phonétique de Friedrich Techmer de 1884. Il a été formalisé pour la première fois en 1901 par Eemil Nestor Setälä, linguiste finlandais, dans le journal Finnisch-ugrischen Forschungen.
À la différence de l’alphabet phonétique international (API) qui transcrit les phonèmes et les qualités phonétiques de manière unique et précise, l’APO permet aussi de noter des catégories fonctionnelles. Cette différence empêche parfois de convertir une notation APO en API sans perte d’information. Les symboles de base de l’APO sont fondés sur l’alphabet finnois quand c'est possible, avec des symboles additionnels des écritures cyrillique et grecque, ou avec des petites capitales. Des symboles et des diacritiques spécifiques à l’APO sont aussi utilisés.

## Histoire
L’alphabet phonétique ouralien tient son origine dans les travaux d’Eemil Nestor Setälä, J. J. Mikkola (en), Heikki Paasonen (fi), Yrjö Wichmann et Karl Bernhard Wiklund (en) publié dans les années 1890 dans Journal de la Société finno-ougrienne.
Il est formalisé pour la première fois en 1901 par Eemil Nestor Setälä, linguiste finlandais, dans le journal Finnisch-ugrischen Forschungen.
L’APO est adopté par les linguistes finlandais dans l’étude des langues finno-ougriennes, mais aussi pour l’étude des langues altaïques. En Hongrie, le système de Setälä est d’abord critiqué par Bernát Munkácsi (hu), mais est popularisé par Jözsef Szinnyei.
Plusieurs linguistes finlandais modifient et développent l’APO pour leurs propres besoins, comme notamment Eliel Lagercrantz (fi).
Frans Äimä (fi) ou Arvo Sotavalta (fi) proposent plusieurs changements dans les années 1930. Certaines propositions d’Äimä sont reprises dans la version de l’APO d’Antti Sovijärvi (fi) et Reijo Peltola (fi) dans les années 1950.
Une simplification de l’APO est proposée par Lauri Posti (fi) et Terho Itkonen (fi) en 1973.

## Symboles

### Consonnes
|                  | Plosive | Fricative | Fricative | Fricative | Spirante | Latérale | Roulée  | Battue | Nasale | Clic  |
| ---------------- | ------- | --------- | --------- | --------- | -------- | -------- | ------- | ------ | ------ | ----- |
| Bilabiale        | p ʙ b   |           | φ β       |           | ᴡ w      |          | ᴪ ψ     |        | ᴍ m    | p˿ b˿ |
| Labiodentale     | p͔ ʙ͔ b͔   |           | f v = v̌   |           | ᴠ v      |          |         |        | ᴍ͔ m͔    |       |
| Labio-palatale   | ṕ ʙ́ b́   |           | f́ v́       |           |          |          |         |        | ᴍ́ ḿ    |       |
| Dentale          | t͕ ᴅ͕ d͕   | ϑ δ       | s͕ ᴢ͕ z͕     |           |          |          |         |        | ɴ͕ n͕    |       |
| Alvéolaire       | t ᴅ d   | ᴙ         | s ᴢ z     | š ž       | ᴚ ɹ      | ʟ l      | ʀ r     | ᴆ ð    | ɴ n    | t˿ d˿ |
| Alvéolo-palatale |         |           |           |           |          | ᴌ ł      |         |        |        |       |
| Postalvéolaire   | t͔ ᴅ͔ d͔   |           | s͔ ᴢ͔ z͔     | š͔ ž͔       |          |          | ʀ͔ r͔     |        |        |       |
| Rétroflexe       | ṭ ᴅ̣ ḍ   |           |           | ṣ̌ ẓ̌       |          |          | ʟ̣ ḷ     |        | ɴ̣ ṇ    |       |
| Dento-palatale   | t́ ᴅ́ d́   |           | ś ᴢ́ ź     | š́ ž́       |          | ʟ́ ĺ      | ʀ́ ŕ     |        | ɴ́ ń    |       |
| Prépalatale      | ḱ ɢ́ ǵ   |           | χ́ γ́ = j   |           | j        |          |         |        | ᴎ́ ή    |       |
| Palatale         | k͕ ɢ͕ g͕   |           | χ͕ γ͕       |           |          |          |         |        | ᴎ͕ η͕    |       |
| Vélaire          | k ɢ g   |           | χ γ       |           |          |          |         |        | ᴎ η    | k˿ g˿ |
| Postvélaire      | k͔ ɢ͔ g͔   |           | χ͔ γ͔       |           |          | ᴫ л      |         |        | ᴎ͔ η͔    |       |
| Uvulaire         | k̤       |           |           |           | ɹ̤        |          | ᴩ ρ = r̤ | ð̤      |        |       |
| Laryngale        | ʾ = ʔ   |           | ȟ ᴤ       |           | h ɦ      |          |         |        |        |       |

En plus des symboles de Setälä ou de Sovijärvi et Seltalo, certains auteurs ont utilisé quelques symboles différents ou des symboles additionnels. Toivo Lehtisalo (fi) a notamment utilisé les petites capitales b barré ‹ ᴃ › et d barré ‹ ᴅ › pour les spirantes bilabiale et dentale semi-voisée.

### Voyelles
|             | Postérieur | Postérieur | Postérieur | Postérieur | Postérieur | Postérieur | Postérieur |     | Antérieur | Antérieur | Antérieur | Antérieur |
| ----------- | ---------- | ---------- | ---------- | ---------- | ---------- | ---------- | ---------- | --- | --------- | --------- | --------- | --------- |
| Non arrondi | ị          | i̮          |            |            |            |            |            |     |           |           | i͔         | i̭ i i͕     |
| Non arrondi |            |            | ẹ          | ė̮ e̮        |            |            |            |     |           | e͔         | ė e e͕     |           |
| Non arrondi |            |            |            |            | ɛ̣          | ɛ̮          |            |     |           | ɛ         |           |           |
| Non arrondi |            |            |            |            |            |            | a          | a̮   | ä ȧ       |           |           |           |
|             |            |            | ᴉ̑          | ᴉ̑          | ə̑          | ə̑          | ɐ          | a a͕ |           | ə         | ᴉ         |           |
| Arrondi     |            |            |            |            |            |            | å = α      | α̮   | äₒ = α̈    |           |           |           |
| Arrondi     |            |            |            |            | ᴖ ᴖ͕ = ɔ ɔ͕  | ᴖ ᴖ͕ = ɔ ɔ͕  |            |     | ᴖ̈ ᴖ͕̈ = ɔ̈ ɔ͕̈ |           |           |           |
| Arrondi     |            |            | o o ȯ      | o o ȯ      |            |            |            |     |           |           | ö ö̭       |           |
| Arrondi     | ω u u͕ u̇    | ω u u͕ u̇    |            |            |            |            |            |     |           |           | ɯ= u̮      | ü = y ṷ̈   |

## Représentation informatique
L’alphabet phonétique ouralien peut être spécifié à l’aide du suffixe « fonupa » pour un code de langue IETF ; par exemple « chm-fonupa » pour du mari (« chm ») en alphabet phonétique ouralien.